# 阿松河

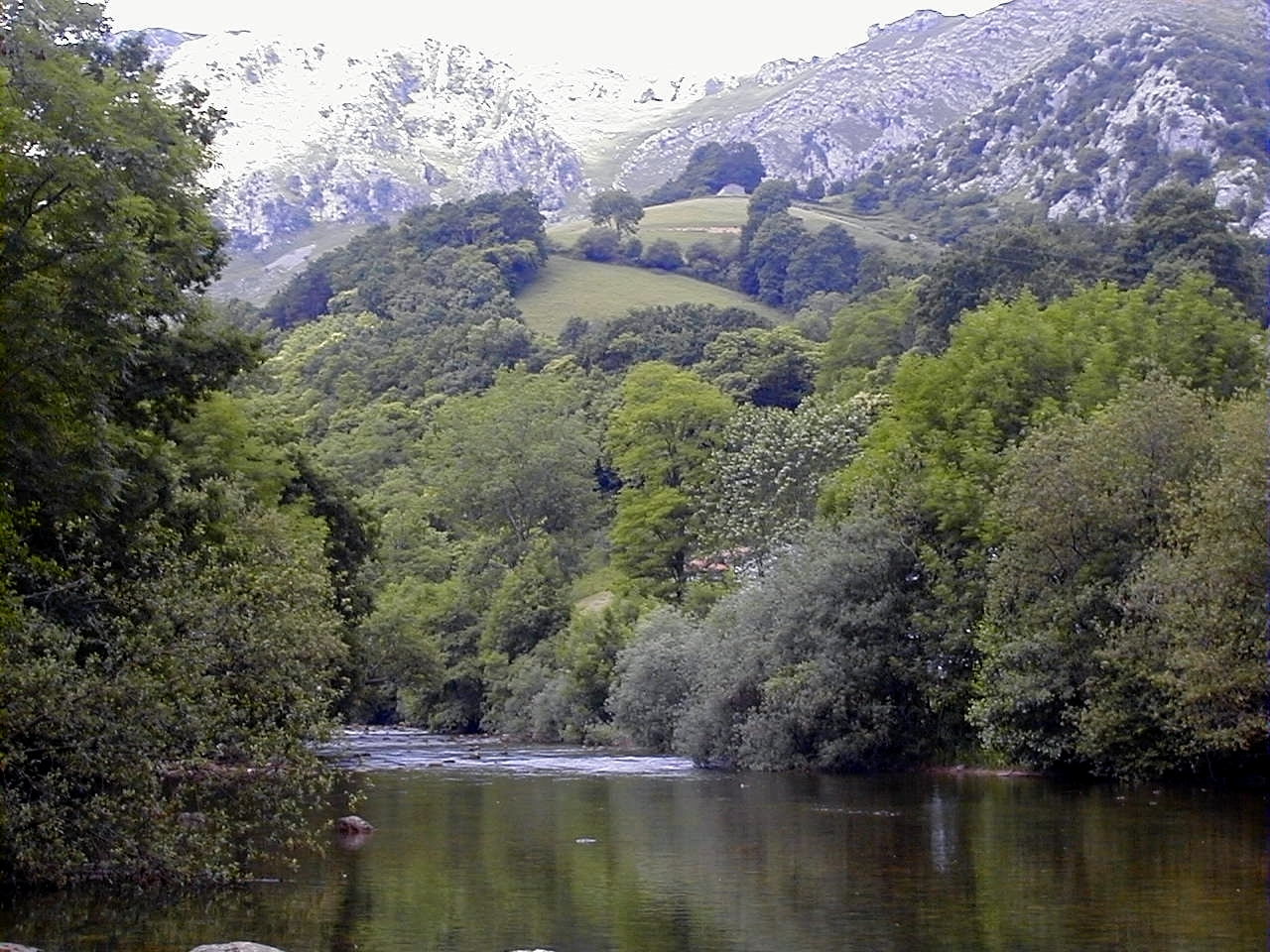
阿松河阿雷東多鎮段

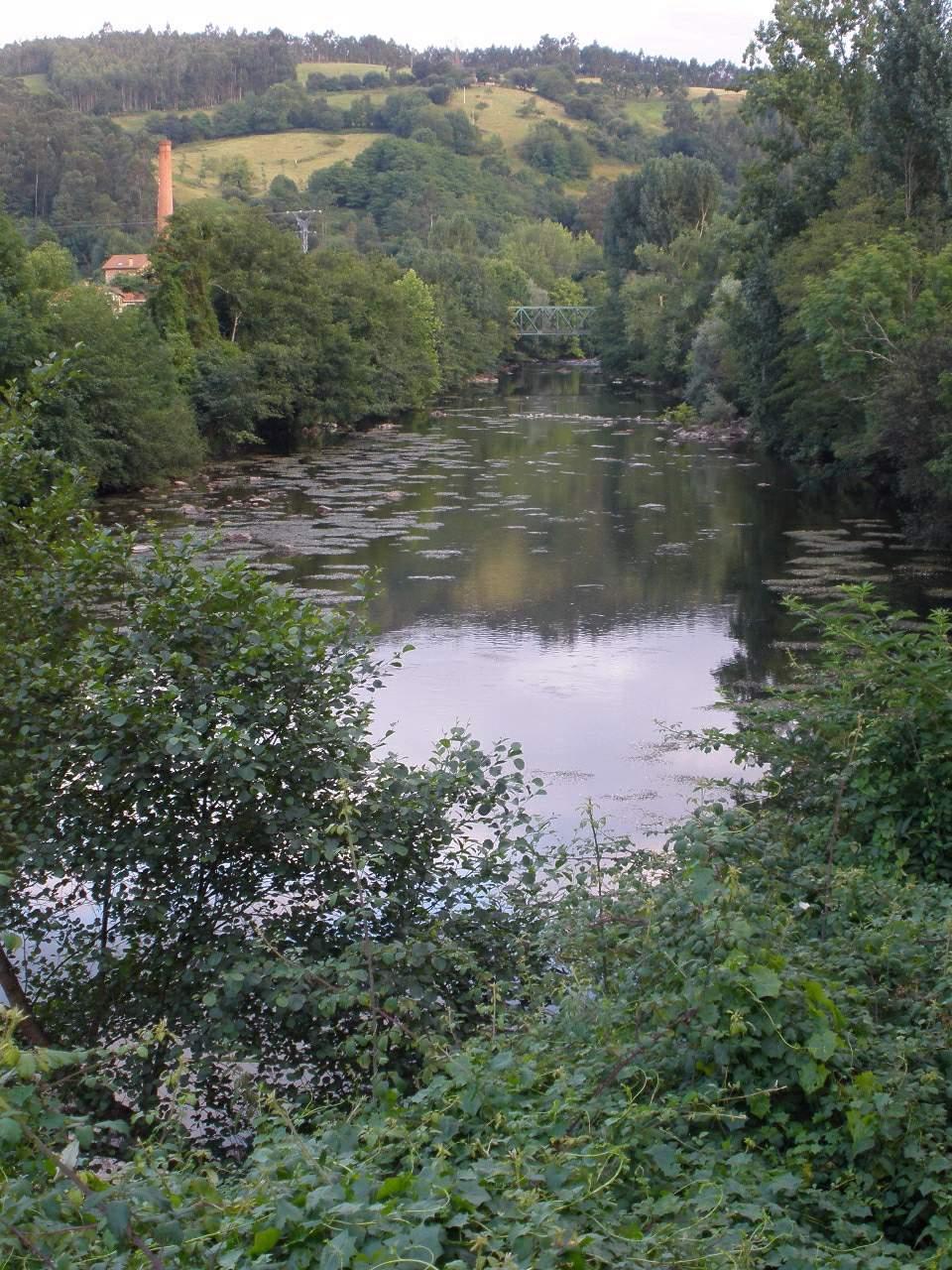
阿松河安普埃羅鎮段

阿松河（西班牙語：Río Asón）是西班牙的河流，位於該國北部，最終在科林德雷斯注入坎塔布連海，河道全長44公里，流域面積551平方公里，平均流量每秒16.7立方米。